# Liste der Biografien/Erc
Liste der Biografien |
Portal Biografien |
Personensuche
# |
A |
B |
C |
D |
E |
F |
G |
H |
I |
J |
K |
L |
M |
N |
O |
P |
Q |
R |
S |
T |
U |
V |
W |
X |
Y |
Z |
?
 
Ea |
Eb |
Ec |
Ed |
Ee |
Ef |
Eg |
Eh |
Ei |
Ej |
Ek |
El |
Em |
En |
Eo |
Ep |
Eq |
Er |
Es |
Et |
Eu |
Ev |
Ew |
Ex |
Ey |
Ez
 
Era |
Erb |
Erc |
Erd |
Ere |
Erf |
Erg |
Erh |
Eri |
Erj |
Erk |
Erl |
Erm |
Ern |
Ero |
Erp |
Err |
Ers |
Ert |
Eru |
Erv |
Erw |
Erx |
Ery |
Erz
Die Liste der Biografien führt alle Personen auf, die in der deutschsprachigen Wikipedia einen Artikel haben. Dieses ist eine Teilliste mit 62 Einträgen von Personen, deren Namen mit den Buchstaben „Erc“ beginnt.

## Erc

### Erca
- Ercan, Abdullah (* 1971), türkischer Fußballspieler und -trainer
- Ercan, Aday (* 2000), deutsch-türkischer Fußballspieler
- Ercan, Görkem Ece (* 1981), türkische Schauspielerin
- Ercan, Hilal (* 1988), türkisches Mädchen, das 1999 in Hamburg spurlos verschwand
- Ercan, Melisa (* 2005), australische Tennisspielerin
- Ercandize (* 1978), deutscher Rapper

### Erce
- Erceg, Abby (* 1989), neuseeländische Fußballspielerin
- Erceg, Ante (* 1989), kroatischer Fußballspieler
- Erceg, Luke (* 1993), australischer Schauspieler
- Erceg, Stipe (* 1974), deutscher SchauspielerStipe Erceg (* 1974)

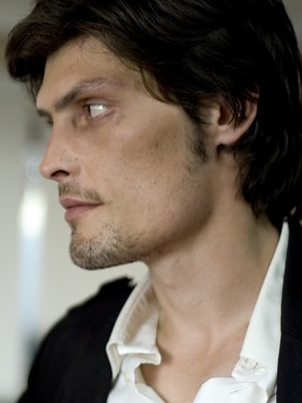
Stipe Erceg (* 1974)

- Erceg, Tomislav (* 1971), kroatischer Fußballspieler
- Erceg, Zoran (* 1985), serbischer Basketballspieler
- Ercegovac, Marko (1937–2012), jugoslawischer bzw. serbischer Geowissenschaftler
- Erçel, Hande (* 1993), türkische Schauspielerin
- Erceş, Reşat (* 1918), türkischer Skisportler
- Erçetin, Aykut (* 1982), türkischer Fußballspieler
- Erçetin, Candan (* 1963), türkische Sängerin

### Erch
- Erchambert, römisch-katholischer Geistlicher
- Erchanbald († 912), Fürstbischof von Eichstätt
- Erchanbert († 854), Bischof von Freising, Abt von Kempten
- Erchanfried († 864), Bischof von Regensburg
- Erchanger († 917), Pfalzgraf in Schwaben; Herzog von Schwaben
- Erchemdschamts, Luwsangiin (* 1943), mongolischer Radrennfahrer
- Erchempert, langobardischer Chronist
- Erchinger von Wesen, Burggraf von Linz
- Erchinger, Dirk (* 1969), deutscher Schlagzeuger, Produzent, Unternehmer
- Erchinger, Jan-Heie (* 1967), deutscher Pianist, Keyboarder und Produzent
- Erchinoald († 658), fränkischer Hausmeier

### Erci
- Ercilla y Zúñiga, Alonso de (1533–1594), spanischer SchriftstellerAlonso de Ercilla y Zúñiga (1533–1594)

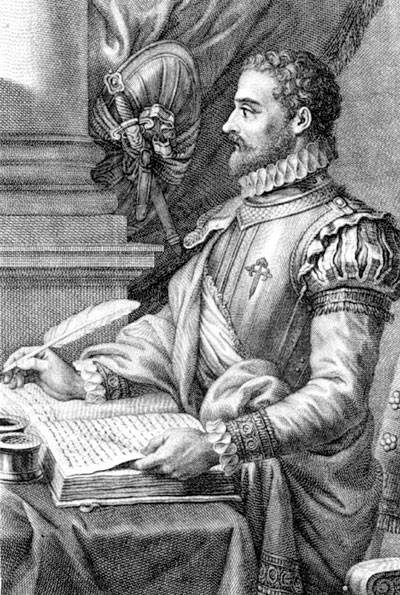
Alonso de Ercilla y Zúñiga (1533–1594)

- Ercin, Didem (* 1996), deutsch-türkische Schauspielerin
- Ercins, Ergun (1935–1986), türkischer Fußballspieler und -trainer
- Ercivan, Erdoğan (* 1962), deutscher Schriftsteller, der sich vorrangig mit dem Thema Präastronautik und Archäologie beschäftigt
- Erciyas, Çağan Kayra (* 2003), türkischer Fußballspieler

### Erck
- Erck, Alfred (* 1934), deutscher Publizist
- Erck, Karl (1818–1880), deutscher lutherischer Geistlicher und Generalsuperintendent
- Erck, Ludwig (1896–1937), deutsch-russischer römisch-katholischer Geistlicher und Märtyrer
- Erckel, Johann Gottfried (1767–1833), Leipziger Kaufmann, Bankier und Baumeister sowie Ratsherr und Stadthauptmann von Leipzig
- Erckelens, Egon van (1885–1964), deutscher Verwaltungsjurist
- Erckenbrecht, Irmela (* 1958), deutsche Schriftstellerin und Buchübersetzerin
- Erckenbrecht, Konrad (1751–1820), Schultheiß in Eppingen
- Erckenbrecht, Ulrich (* 1947), deutscher Autor
- Erckens, Emil (1863–1927), preußischer Unternehmer, Landrat des Kreises Grevenbroich
- Erckens, Oskar (1824–1901), deutscher Unternehmer
- Ercker, Lazarus (1528–1594), sächsischer und böhmischer Münzmeister, Guardein und Autor
- Erckert, Friedrich Carl von (1869–1923), deutscher Diplomat
- Erckert, Friedrich von (1869–1908), deutscher Offizier der Kaiserlichen SchutztruppeFriedrich von Erckert (1869–1908)

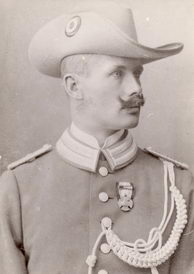
Friedrich von Erckert (1869–1908)

- Erckert, Karl (1894–1955), Südtiroler Politiker
- Erckert, Roderich von (1821–1900), deutscher Ethnograph, Kartograph und Offizier in russischen Diensten
- Ercklentz, Hermann (1876–1962), preußischer Verwaltungsjurist und Landrat
- Ercklentz, Sabine (* 1967), deutsche Trompeterin und Komponistin
- Erckmann, Emile (1822–1899), französischer Schriftsteller
- Erckmann, Friedrich Jakob (1862–1944), deutscher Komponist, Musikschriftsteller, Kantor und Organist
- Erckrath de Bary, Jakob (1864–1938), deutscher Fechter und Sportfunktionär

### Erco
- Ercolani Volta, Andrea (* 1995), san-marinesischer Hürdenläufer
- Ercolani, Luigi (1758–1825), italienischer Kardinal der Römischen Kirche
- Ercolano, Barbara (* 1977), italienische Astrophysikerin
- Ercole I. d’Este (1431–1505), Herzog von Ferrara, Modena und Reggio
- Ercole II. d’Este (1508–1559), Herzog von Ferrara, Modena und ReggioErcole II. d’Este (1508–1559)

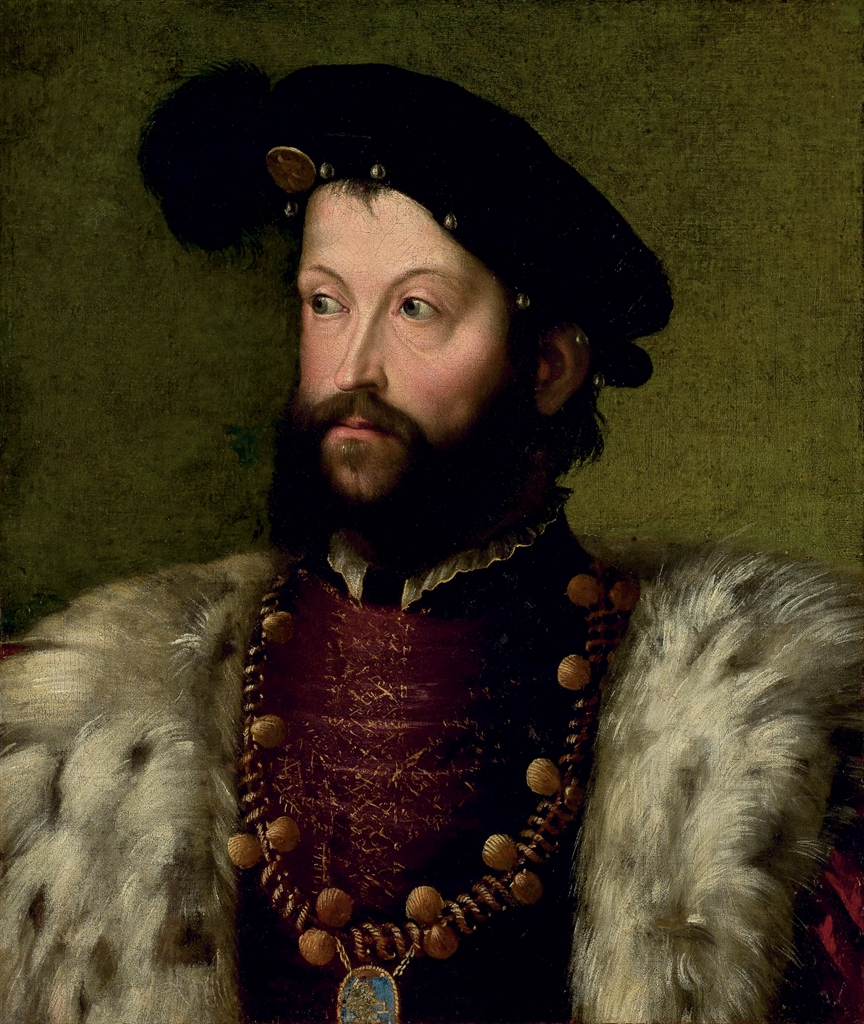
Ercole II. d’Este (1508–1559)

- Ercoli, Luciano (1929–2015), italienischer Filmproduzent, Filmregisseur und Drehbuchautor
- Ercoli-Finzi, Amalia (* 1937), italienische Luft- und Raumfahrtingenieurin

### Ercu
- Erčulj, Matjaž (* 1977), slowenischer Poolbillardspieler
- Ercümen, Şahika (* 1985), türkische Freitaucherin sowie Unterwasserhockey- und Unterwasserrugbyspielerin